# Paramonacanthus nipponensis
Paramonacanthus nipponensis är en fiskart som först beskrevs av Toshiji Kamohara 1939.  Paramonacanthus nipponensis ingår i släktet Paramonacanthus och familjen filfiskar. Inga underarter finns listade i Catalogue of Life.